# Tvrđava Bužim
Tvrđava Bužim (ili Stari grad Bužim) je utvrda u bosanskohercegovačkoj općini Bužim.
Srednjovjekovni grad Bužim sazidan je u 12. stoljeću. Stari grad leži na nadmorskoj visini od 325 metara. Bio je najveći srednjovjekovni grad u Krajini nakon Bihaća. Grad je renesansna građevina koja je bila vojna utvrda i plemićki dvorac. Tvrđava Bužim i obližnja stara džamija predstavljaju zaštićena spomen obilježja i kao takvi su proglašeni kao zaštićeni nacionalni spomenici u BiH.

## Povijest
Bužimska utvrda pojavljuje se u povijesnim vrelima pod dva naziva: Čava i Bužim. Iako je Bužim jedna od najvećih i vrlo značajnih srednjovjekovnih tvrđava u Bosanskoj Krajini, o njenom nastanku nema podataka. Prema načinu gradnje sagrađena je u 14. stoljeću, od kada ima i nešto više podataka. 
U dokumentu iz 1334. godine, spominje se Bužimska crkvena župa svetog Klimenta, koja je pripadala Zagrebačkoj biskupiji. Područje držao je feudalni gospodar Grgur Galesu, čiji su nasljednici 1425. godine prodali su svoj dio knezovima Blagajskim. U vrijeme između 1429. – 1456. godine, imanje preuzimaju Celjskigrofovi ,zatim Frankopani i Mikuličići. Godine 1495., imanja Jurja Mikulčića prelaze porodičnim vezama u vlasništvo Keglevića, kojima kralj Ludovik dopustio je da mogu svugdje na zemljištima grada Bužima, za 25 godina, vaditi zlato, srebro, bakar i druge rude i metale obrađivati, uz uslov da kralju plaćaju propisan porez.